# Irakli
Irakli (georgisch ირაკლი; russisch Ираклий) ist ein männlicher Vorname. Es handelt sich um die georgische Form des griechischen Namens Herakles.

## Bekannte Namensträger
- Irakli Moissejewitsch Toidse (1902–1985), sowjetischer Maler
- Irakli Luarsabowitsch Andronikow (1908–1990), sowjetischer Schriftsteller
- Irakli Abaschidse (1909–1992), georgisch-sowjetischer Dichter und Politiker
- Irakli Alassania (* 1973), georgischer Politiker und Diplomat
- Irakli de Davrichewy (* 1940), französischer Jazztrompeter
- Irakli Gharibaschwili (* 1982), georgischer Politiker
- Irakli Genowitsch Logua (* 1991), russischer Fußballspieler
- Irakli Labadse (* 1981), georgischer Tennisspieler
- Irakli Okruaschwili (* 1973), georgischer Politiker
- Irakli Zirekidse (* 1982), georgischer Judoka